# Lätt flugvikt i boxning vid olympiska sommarspelen 1984
Resultat från boxning vid olympiska sommarspelen 1984 och herrarnas lätta flugvikt. De 25 boxarna vägde under 48 kg. Tävlingarna arrangerades i Los Angeles.

## Medaljörer
| Klass         | Guld                | Silver                      | Brons                         |
| Lätt flugvikt | Paul Gonzales · USA | Salvatore Todisco · Italien | Marcelino Bolivar · Venezuela |
| Lätt flugvikt | Paul Gonzales · USA | Salvatore Todisco · Italien | Keith Mwila · Zambia          |

## Resultat

### Första rundan
| Vinnare                 | Resultat      | Förlorare             |
| Första rundan           | Första rundan | Första rundan         |
| ----------------------- | ------------- | --------------------- |
| Rafael Ramos (PUR)      | WO            | Carlos Salazar (ARG)  |
| Agapito Gómez (ESP)     | 3-2           | Mahjoub Mjirich (MAR) |
| Marcelino Bolivar (VEN) | 5-0           | Nelson Jamili (PHI)   |
| Carlos Motta (GUA)      | 5-0           | Mustafa Genç (TUR)    |
| Daniel Mwangi (KEN)     | RSC-3         | Sanpol Sang-Ano (THA) |
| Yehuda Ben Haim (ISR)   | 4-1           | Michael Dankwa (GHA)  |
| John Lyon (GBR)         | 5-0           | Alego Akomi (SUD)     |
| William Bagonza (UGA)   | RSC-2         | Abbas Zaghayer (IRQ)  |
| Paul Gonzales (USA)     | 5-0           | Kim Kwang-Sun (KOR)   |

### Andra rundan
| Vinnare                 | Resultat     | Förlorare               |
| Andra rundan            | Andra rundan | Andra rundan            |
| ----------------------- | ------------ | ----------------------- |
| Mamoru Kuroiwa (JPN)    | 4-1          | Francisco Tejedor (COL) |
| Keith Mwila (ZAM)       | RSC-2        | Chung Pao Ming (TPE)    |
| Salvatore Todisco (ITA) | 5-0          | Gerard Hawkins (IRL)    |
| Rafael Ramos (PUR)      | 4-1          | Jesus Herrera (DOM)     |
| Marcelino Bolivar (VEN) | 4-1          | Agapito Gómez (ESP)     |
| Carlos Motta (GUA)      | 4-1          | Daniel Mwangi (KEN)     |
| John Lyon (GBR)         | 5-0          | Yehuda Ben Haim (ISR)   |
| Paul Gonzales (USA)     | 5-0          | William Bagonza (UGA)   |

### Kvartsfinaler
| Vinnare                 | Resultat      | Förlorare            |
| Kvartsfinaler           | Kvartsfinaler | Kvartsfinaler        |
| ----------------------- | ------------- | -------------------- |
| Keith Mwila (ZAM)       | 5-0           | Mamoru Kuroiwa (JPN) |
| Salvatore Todisco (ITA) | 4-1           | Rafael Ramos (PUR)   |
| Marcelino Bolivar (VEN) | 5-0           | Carlos Motta (GUA)   |
| Paul Gonzales (USA)     | 4-1           | John Lyon (GBR)      |

### Semifinaler
| Vinnare                 | Resultat    | Förlorare               |
| Semifinaler             | Semifinaler | Semifinaler             |
| ----------------------- | ----------- | ----------------------- |
| Salvatore Todisco (ITA) | 5-0         | Keith Mwila (ZAM)       |
| Paul Gonzales (USA)     | 5-0         | Marcelino Bolivar (VEN) |

### Final
| Vinnare             | Resultat | Förlorare               |
| Final               | Final    | Final                   |
| ------------------- | -------- | ----------------------- |
| Paul Gonzales (USA) | WO       | Salvatore Todisco (ITA) |